# Nati nel 1630

## Gennaio(3)
- 16 gennaio - Guru Har Rai, mistico indiano († 1661)
- 17 gennaio - Johann Friedrich Schweitzer, alchimista e medico tedesco († 1709)
- 25 gennaio - Luigi VI d'Assia-Darmstadt († 1678)

## Febbraio(5)
- 3 febbraio - Giovanni Rasini, vescovo cattolico italiano († 1672)
- 8 febbraio - Pierre-Daniel Huet, filosofo, storico e teologo francese († 1721)
- 12 febbraio - Cornelis Bisschop, pittore olandese († 1674)
- 19 febbraio - Shivaji, indiano († 1680)
- 27 febbraio - Roc Brasiliano, pirata olandese

## Marzo(4)
- 10 marzo - Gilles-François de Gottignies, matematico, astronomo e gesuita belga († 1689)
- 13 marzo - Gottlieb Amadeus Windischgrätz, diplomatico austriaco († 1695)
- 24 marzo - José Sáenz de Aguirre, teologo e cardinale spagnolo († 1699)
- 28 marzo - Silvestro Valier, politico e diplomatico italiano († 1700)

## Aprile(3)
- 7 aprile - Ulrik Christian Gyldenløve, generale danese († 1658)
- 11 aprile - Pedro de Salazar Gutiérrez de Toledo, cardinale e vescovo cattolico spagnolo († 1706)
- 21 aprile - Pieter van Roestraeten, pittore e disegnatore olandese († 1700)

## Maggio(6)
- 3 maggio - Carlo Maria Maggi, scrittore e commediografo italiano († 1699)
- 6 maggio - Johan Hadorph, funzionario svedese († 1693)
- 25 maggio - Leopold Wilhelm von Königsegg-Rothenfels, nobile e politico tedesco († 1694)
- 29 maggio - Carlo II d'Inghilterra, sovrano inglese († 1685)
- 29 maggio - Margaret Hughes, attrice teatrale inglese († 1719)
- 29 maggio - Gregorio Leti, letterato italiano († 1701)

## Giugno(4)
- 1º giugno - Carlo Barberini, cardinale italiano († 1704)
- 8 giugno - Wolf Caspar von Klengel, architetto e ingegnere tedesco († 1691)
- 10 giugno - Willem van Bemmel, pittore, incisore e disegnatore olandese († 1708)
- 24 giugno - Henry Cavendish, II duca di Newcastle-upon-Tyne, politico inglese († 1691)

## Luglio(4)
- 3 luglio - Pietro Simone Agostini, compositore italiano († 1680)
- 4 luglio - Jean Raon, scultore e insegnante francese († 1707)
- 6 luglio - Niccolò Acciaiuoli, cardinale italiano († 1719)
- 6 luglio - Marie-Madeleine d'Aubray, nobile e serial killer francese († 1676)

## Agosto(4)
- 1º agosto - Thomas Clifford, I barone Clifford di Chudleigh, politico britannico († 1673)
- 2 agosto - Stefano Douayhy, patriarca cattolico libanese († 1704)
- 6 agosto - Antonio Maria Bianchi, teologo e filosofo italiano († 1694)
- 20 agosto - Maria van Oosterwijck, pittrice olandese († 1693)

## Settembre(3)
- 13 settembre - Olaus Rudbeck, scienziato e scrittore svedese († 1702)
- 17 settembre - Ranuccio II Farnese, duca († 1694)
- 27 settembre - Michele Antonio Vibò, arcivescovo cattolico italiano († 1713)

## Ottobre(2)
- 6 ottobre - Luís de Sousa, cardinale e arcivescovo cattolico portoghese († 1702)
- 14 ottobre - Sofia del Palatinato, nobile († 1714)

## Novembre(3)
- 18 novembre - Eleonora Gonzaga-Nevers, nobile († 1686)
- 24 novembre - Étienne Baluze, storico francese († 1718)
- 27 novembre - Sigismondo Francesco d'Austria, vescovo cattolico austriaco († 1665)

## Dicembre(6)
- 5 dicembre - Sofia Augusta di Holstein-Gottorp, principessa († 1680)
- 5 dicembre - Jean de Santeul, poeta francese († 1697)
- 16 dicembre - Mary Capell, nobildonna inglese († 1715)
- 17 dicembre - Ekken Kaibara, scrittore, filosofo e botanico giapponese († 1714)
- 18 dicembre - Pirro Schettini, poeta italiano († 1678)
- 31 dicembre - Willem Doudijns, pittore, incisore e disegnatore olandese († 1697)

## Senza giorno specificato(66)
- Lorenzo Adami, militare italiano († 1685)
- Salomon Adler, pittore prussiano († 1709)
- Biagio Aldimari, giurista italiano († 1713)
- Pietro Aquila, pittore e incisore italiano († 1692)
- Niccolò Pietro Bargellini, patriarca cattolico e diplomatico italiano († 1694)
- Isaac Barrow, matematico e teologo inglese († 1677)
- Giovanni Battista de Bellis, vescovo cattolico italiano († 1693)
- Ippolito II Bentivoglio, nobile italiano († 1685)
- Job Adriaenszoon Berckheyde, pittore olandese († 1693)
- Pjetër Bogdani, arcivescovo cattolico e scrittore albanese († 1689)
- Paolo Bonoli, storico e storiografo italiano († 1670)
- Hennig Brand, mercante e alchimista tedesco († 1692)
- William Bruce, I baronetto di Balcaskie, architetto scozzese († 1710)
- Louis Béchameil de Nointel, nobile francese († 1703)
- Callinico II di Costantinopoli, arcivescovo ortodosso greco († 1702)
- Antonio Caraccio, poeta italiano († 1702)
- Giovanni Stefano Caramia, pittore italiano († 1698)
- Josiah Child, economista e politico inglese († 1699)
- Caius Gabriel Cibber, scultore danese († 1700)
- Giovanni Antonio Dario, architetto italiano († 1702)
- Martial Desbois, incisore francese († 1700)
- Hans Ludwig Engel, avvocato austriaco († 1674)
- Stefano Erardi, pittore maltese († 1716)
- Andrea Falcone, scultore italiano († 1677)
- Johan Jacob Ferguson, matematico olandese († 1691)
- Agostino Franciotti, arcivescovo cattolico italiano († 1670)
- Francesco Frigimelica il Giovane, pittore italiano († 1699)
- Jacques Gabriel IV, architetto francese († 1686)
- Toussaint Gelton, pittore olandese († 1680)
- Manuel Godinho, missionario portoghese († 1712)
- Hendrik Hamel, esploratore olandese († 1692)
- Juan Henríquez de Villalobos, generale spagnolo († 1689)
- John Howe, teologo britannico († 1705)
- John Keith, I conte di Kintore, nobile scozzese († 1715)
- Elizabeth Key Grinstead, statunitense († 1665)
- Mainfrain Lecomte, pittore e decoratore francese († 1705)
- John Lloyd, presbitero gallese († 1679)
- Alain Manesson Mallet, cartografo e ingegnere francese († 1706)
- Giovanni Antonio Mari, scultore italiano († 1661)
- Francesco De Marini, arcivescovo cattolico italiano († 1700)
- Peter van Mastricht, predicatore e teologo olandese († 1706)
- Jean Baptiste Mathey, architetto e pittore francese († 1695)
- Anselmo Micotti, storico italiano († 1695)
- Nicolaes Molenaer, pittore olandese († 1676)
- Matthias Nicoll, politico inglese († 1687)
- Carlo Pallavicino, compositore italiano († 1688)
- Filippo Parodi, scultore italiano († 1702)
- Charles Paulet, I duca di Bolton, nobile inglese († 1699)
- Popé, nativo americano († 1688)
- Sten'ka Razin, militare e rivoluzionario russo († 1671)
- Jean Richer, astronomo francese († 1696)
- François de Rohan, nobile francese († 1712)
- Carl Borromäus Andreas Ruthart, pittore e religioso tedesco († 1703)
- Antonio Sartorio, compositore italiano († 1680)
- Andrea Seghizzi, pittore italiano († 1684)
- Gaudenzio Soldo, scultore italiano
- John Spencer, presbitero e teologo inglese († 1693)
- Antonio Spinelli, giurista e presbitero italiano († 1706)
- John Tillotson, arcivescovo anglicano e teologo britannico († 1694)
- Denis Vairasse, scrittore francese († 1672)
- Johanna Vergouwen, pittrice fiamminga († 1714)
- Jan Vermeer van Utrecht, pittore olandese
- Jacob Vrel, pittore olandese († 1680)
- Thomas Whetstone, corsaro, ufficiale e politico inglese
- Michael Willmann, pittore tedesco († 1706)
- Hans de Jode, pittore olandese († 1663)